# 277 v. Chr.
Portal Geschichte | Portal Biografien | Aktuelle Ereignisse | Jahreskalender | Tagesartikel

◄ |
4. Jahrhundert v. Chr. |
3. Jahrhundert v. Chr. |
2. Jahrhundert v. Chr. |
►

◄ | 290er v. Chr. | 280er v. Chr. | 270er v. Chr. | 260er v. Chr. |
250er v. Chr. |
►

◄◄ | ◄ | 280 v. Chr. | 279 v. Chr. | 278 v. Chr. | 277 v. Chr. |
276 v. Chr. |
275 v. Chr. |
274 v. Chr. |
► |
►►
Staatsoberhäupter

## Ereignisse

### Östliches Mittelmeer
- Antigonos II. Gonatas besteigt den Thron Makedoniens als Nachfolger des Sosthenes. Nachdem infolge des Kelteneinfalls zwei Jahre lang weitgehend Anomie mit häufig wechselnden Königen geherrscht hat, gelingt Antigonos die Restauration der makedonischen Herrschaft. Nahe Lysimacheia siegt er über die Kelten.

### Westliches Mittelmeer
- Pyrrhos I. erobert die karthagischen Besitzungen auf Sizilien und stürmt schließlich die Festung Eryx im Westen der Insel. Die Karthager halten lediglich die Stadt Lilybaeum. Auch die sizilischen Mamertiner werden von Pyrrhus geschlagen.
- Die Römer erobern die Stadt Kroton.

## Gestorben
- Sosthenes, König von Makedonien